# Челаро Басо (Авелино)
Челаро Басо је насеље у Италији у округу Авелино, региону Кампанија.
Према процени из 2011. у насељу је живело 43 становника. Насеље се налази на надморској висини од 666 м.